# Alchemilla effusa
Alchemilla effusa é uma espécie de rosácea do gênero Alchemilla, pertencente à família Rosaceae.